# Chris Newton (tennis)
Pour les articles homonymes, voir Chris Newton et Newton.
Chris Newton (née le 13 février 1956) est une joueuse de tennis néo-zélandaise, professionnelle à la fin des années 1970 et au début des années 1980.

## Palmarès

### Titre en simple dames
Aucun

### Finale en simple dames
Aucune

### Titre en double dames
Aucun

### Finale en double dames
Aucune

## Parcours en Grand Chelem

### En simple dames
| Année | Open d'Australie (janvier) | Open d'Australie (janvier) | Internationaux de France | Internationaux de France | Wimbledon      | Wimbledon     | US Open | US Open | Open d'Australie (décembre) | Open d'Australie (décembre) |
| ----- | -------------------------- | -------------------------- | ------------------------ | ------------------------ | -------------- | ------------- | ------- | ------- | --------------------------- | --------------------------- |
| 1976  | -                          | -                          | -                        | -                        | 2e tour (1/32) | Mona Guerrant | -       | -       | n/a                         | n/a                         |
| 1979  | n/a                        | n/a                        | -                        | -                        | -              | -             | -       | -       | 1er tour (1/16)             | Keryn Pratt                 |
| 1980  | n/a                        | n/a                        | -                        | -                        | -              | -             | -       | -       | 1er tour (1/32)             | Susan Leo                   |

À droite du résultat, l’ultime adversaire.

### En double dames
| Année | Open d'Australie (janvier) | Open d'Australie (janvier) | Internationaux de France     | Internationaux de France    | Wimbledon                    | Wimbledon                   | US Open                       | US Open                    | Open d'Australie (décembre)  | Open d'Australie (décembre) |
| ----- | -------------------------- | -------------------------- | ---------------------------- | --------------------------- | ---------------------------- | --------------------------- | ----------------------------- | -------------------------- | ---------------------------- | --------------------------- |
| 1978  | n/a                        | n/a                        | -                            | -                           | -                            | -                           | 3e tour (1/8) Pam Whytcross   | Kathy Jordan Wendy White   | 1er tour (1/8) M. Robinson   | P. Bostrom Beth Norton      |
| 1979  | n/a                        | n/a                        | -                            | -                           | -                            | -                           | -                             | -                          | 1/2 finale Jenny Walker      | Judy Connor Diane Evers     |
| 1980  | n/a                        | n/a                        | 1er tour (1/16) Jenny Walker | I. Madruga A. Villagrán     | 3e tour (1/8) Jenny Walker   | Sue Barker Ann Kiyomura     | 1er tour (1/32) Jenny Walker  | Henricksson Kim Jones      | 1er tour (1/16) Jenny Walker | Sue Saliba Pam Whytcross    |
| 1981  | n/a                        | n/a                        | 2e tour (1/16) Pam Whytcross | Sylvia Hanika Andrea Jaeger | 2e tour (1/16) Pam Whytcross | Navrátilová Pam Shriver     | 2e tour (1/16) B. Remilton    | Rosie Casals W. Turnbull   | 2e tour (1/8) B. Remilton    | D. Fromholtz P. Teeguarden  |
| 1982  | n/a                        | n/a                        | 3e tour (1/8) B. Remilton    | Rosie Casals W. Turnbull    | 1er tour (1/32) B. Remilton  | K. Horvath Virginia Wade    | 1er tour (1/32) Debbie Jevans | Penny Barg Beth Herr       | 1er tour (1/16) B. Remilton  | Linda Cassell Keryn Pratt   |
| 1983  | n/a                        | n/a                        | -                            | -                           | 1er tour (1/32) Carmen Perea | B. Nagelsen Virginia Wade   | 1er tour (1/32) I. Kuczyńska  | Louise Allen Gretchen Rush | -                            | -                           |
| 1984  | n/a                        | n/a                        | -                            | -                           | 2e tour (1/16) Pam Whytcross | Mima Jaušovec Virginia Wade | -                             | -                          | -                            | -                           |

Sous le résultat, la partenaire ; à droite, l’ultime équipe adverse.

### En double mixte
| Année | Open d'Australie (janvier), | Open d'Australie (janvier), | Internationaux de France | Internationaux de France | Wimbledon                 | Wimbledon                  | US Open                    | US Open                 | Open d'Australie (décembre), | Open d'Australie (décembre), |
| 1981  | n/a                         | n/a                         | -                        | -                        | 2e tour (1/16) Onny Parun | Pam Whytcross C. Johnstone | 1er tour (1/16) Matt Doyle | Ann Kiyomura Mike Estep | n/a                          | n/a                          |

Sous le résultat, le partenaire ; à droite, l’ultime équipe adverse.

## Parcours en Coupe de la Fédération
| #                                                                             | Date       | Lieu            | Surface         | Gagnante(s)                  | Perdante(s)                        | Score    |          |
|                                                                               |            |                 |                 |                              |                                    |          |          |
| 1975 - 1er tour (groupe mondial) - Nouvelle-Zélande - Suède - 0 : 3           |            |                 |                 |                              |                                    |          |          |
| 1                                                                             | 05/05/1975 | Aix-en-Provence | Terre (ext.)    | Ingrid Löfdahl Mimi Wikstedt | Judy Connor Chris Newton           | 6-1, 6-3 | Parcours |
|                                                                               |            |                 |                 |                              |                                    |          |          |
| 1976 - 1er tour (groupe mondial) - Argentine - Nouvelle-Zélande - 2 : 1       |            |                 |                 |                              |                                    |          |          |
| 2                                                                             | 22/08/1976 | Philadelphie    | Moquette (int.) | Judy Connor Chris Newton     | Beatriz Araujo Elvira Weisenberger | 7-5, 6-3 | Parcours |
|                                                                               |            |                 |                 |                              |                                    |          |          |
| 1977 - 1er tour (groupe mondial) - Belgique - Nouvelle-Zélande - 1 : 2        |            |                 |                 |                              |                                    |          |          |
| 3                                                                             | 13/06/1977 | Eastbourne      | Herbe (ext.)    | Pauline Elliott Chris Newton | Michèle Gurdal Monique Van Haver   | 6-4, 7-5 | Parcours |
|                                                                               |            |                 |                 |                              |                                    |          |          |
| 1977 - 2e tour (groupe mondial) - Afrique du Sud - Nouvelle-Zélande - 3 : 0   |            |                 |                 |                              |                                    |          |          |
| 4                                                                             | 13/06/1977 | Eastbourne      | Herbe (ext.)    | Linky Boshoff Ilana Kloss    | Pauline Elliott Chris Newton       | 6-0, 7-5 | Parcours |
|                                                                               |            |                 |                 |                              |                                    |          |          |
| 1978 - 1er tour (groupe mondial) - Nouvelle-Zélande - Canada - 3 : 0          |            |                 |                 |                              |                                    |          |          |
| 5                                                                             | 27/11/1978 | Melbourne       |                 | Judy Connor Chris Newton     | Wendy Barlow Lisette Senn          | 6-4, 6-3 | Parcours |
|                                                                               |            |                 |                 |                              |                                    |          |          |
| 1978 - 2e tour (groupe mondial) - États-Unis - Nouvelle-Zélande - 3 : 0       |            |                 |                 |                              |                                    |          |          |
| 6                                                                             | 27/11/1978 | Melbourne       |                 | Chris Evert Billie Jean King | Judy Connor Chris Newton           | 6-1, 6-1 | Parcours |
|                                                                               |            |                 |                 |                              |                                    |          |          |
| 1979 - 1er tour (groupe mondial) - Nouvelle-Zélande - Grande-Bretagne - 0 : 3 |            |                 |                 |                              |                                    |          |          |
| 7                                                                             | 30/04/1979 | Madrid          | Terre (ext.)    | Sue Barker                   | Chris Newton                       | 6-0, 6-0 | Parcours |
| 7                                                                             | 30/04/1979 | Madrid          | Terre (ext.)    | Sue Barker Virginia Wade     | Chris Newton Brenda Perry          | 6-1, 6-1 | Parcours |
|                                                                               |            |                 |                 |                              |                                    |          |          |
| 1980 - 2e tour (groupe mondial) - États-Unis - Nouvelle-Zélande - 3 : 0       |            |                 |                 |                              |                                    |          |          |
| 8                                                                             | 19/05/1980 | Berlin          | Terre (ext.)    | Rosie Casals Kathy Jordan    | Judy Connor Chris Newton           | 6-2, 7-5 | Parcours |
|                                                                               |            |                 |                 |                              |                                    |          |          |
| 1981 - 1er tour (groupe mondial) - Nouvelle-Zélande - Taïwan - 1 : 2          |            |                 |                 |                              |                                    |          |          |
| 9                                                                             | 09/11/1981 | Tokyo           | Terre (ext.)    | Ho Chiu-Mei                  | Chris Newton                       | 6-2, 6-2 | Parcours |
| 9                                                                             | 09/11/1981 | Tokyo           | Terre (ext.)    | Judy Connor Chris Newton     | Ho Chiu-Mei Wen Hsiu-Tsuan         | 6-2, 6-3 | Parcours |